# ワン・フロム・ザ・モダン
| 専門評論家によるレビュー | 専門評論家によるレビュー |
| レビュー・スコア         | レビュー・スコア         |
| 出典                     | 評価                     |
| ------------------------ | ------------------------ |
| Allmusic                 | link                     |
| The Herald               | (unfavourable) link      |
| The Independent          | (unfavourable) link      |

『ワン・フロム・ザ・モダン』 (One from the Modern) は、オーシャン・カラー・シーンによる4枚目のアルバムである。
アルバムは前2作『モーズリー・ショールズ』と『マーチング・オールレディ』とは雰囲気が変わり、よりスローに、哀調を帯びたものとなっている。このアルバムは批評家により、とても商業的になったと酷評され、「ダッド・ロック」というレッテルを貼られた。アルバムに対して「声を押し殺したヴォーカル」、「困惑した歌詞」と評したヘラルド誌のデヴィッド・ベルチャーにも否定された。インデペンデント誌でニコラス・バーバーは、「非難のほとんどはサイモン・ファウラーに向けられている。彼の潰れたヴォーカルとナンセンスな歌詞は、彼が何を伝えたらよいのかわからなくなっていることを示唆している」と述べている。
プロテストソング「プロフィット・イン・ピース」は、「ソー・ロウ」と共にファーストシングルとなり、その後「アイ・アム・ザ・ニュース/ジュライ」がリリースされた。「ソウル・ドライヴァー」は、バンドを育て上げたポール・ウェラーに捧げられている。
アルバムのカバー写真は、イングランド、ソリフル近くのナショナルトラスト、パックウッド・ハウスにあるユー・ガーデンで撮影された。

## 収録曲
1. プロフィット・イン・ピース (Profit in Peace) - 4:14
2. ソー・ロウ (So Low) - 3:54
3. アイ・アム・ザ・ニュース (I Am the News) - 4:03
4. ノー・ワン・アット・オール (No-one at All) - 3:34
5. ファミリーズ (Families) - 3:11
6. ステップ・バイ・ステップ (Step by Step) - 2:34
7. ジュライ (July) - 2:56
8. ジェイン・シー・ガット・エクスカヴェイテッド (Jane She Got Excavated) - 3:35
9. エミリー・チェンバーズ (Emily Chambers) - 2:40
10. ソウル・ドライヴァー (Soul Driver) - 3:44
11. ザ・ウェイヴス (The Waves) - 6:08
12. アイ・ウォント・ゲット・グレイズド (I Won't Get Grazed) - 2:51
13. カーネーション* (Carnation)
14. フラッド・タイド・ライジング* (Flood Tide Rising)

* - 日本盤限定ボーナストラック